# Циринский, Неня Абрамович
Нёня Абрамович Циринский — еврейский партизан, участник и инвалид Великой Отечественной войны, бывший узник Слонимского гетто, участник трибуналов над нацистскими военными преступниками. Кандидат наук, доцент кафедры начертательной геометрии Омского сельскохозяйственного института имени С.М. Кирова. В бытность доцентом разработал и применял уникальные методики обучения студентов и преподавателей. 

## Биография

### Ранние годы
Родился в Польше, в городе Слоним 5 ноября 1922 года. В 1939 году после раздела Польши между Германией и СССР Слоним вошел в состав Белоруссии. В 1940 году Нёня окончил гимназию.

### Жизнь в гетто и партизанская деятельность
В 1941 году нацисты заняли город Слоним. Большинство жителей города были евреями и нацисты сделали из города гетто. Вопреки всему в гетто возникло вооруженное подполье, Нёня стал одним из его организаторов. Он и ещё несколько молодых ребят устроились в бойтелагерь в котором нацисты хранили и ремонтировали трофейное оружие. Подпольщики «ремонтировали» оружие так, чтобы оно был негодно. Но главное, они выносили это оружие, запасные части, боеприпасы, гранаты и прятали их в гетто. В начале 1942 года подпольщикам удалось установить связь с партизанским отрядом имени Щорса которым руководил Павел Васильевич Пронягин и начали передавать оружие в партизанский отряд, выводили туда людей из гетто. В июле 1942 один из подпольщиков выносивший под одеждой оружие был схвачен и остальные опасаясь, что он может не выдержать пыток были вынуждены бежать в партизанский отряд. На  личном счету Нёни 11 подорванных эшелонов фашистов. В составе партизанского отряда воевал до прихода красной армии в июле 1944 года. Пошел добровольцем в состав красной армии, был тяжело ранен, потерял ногу. На санитарном поезде попал в город Омск. 